# Jiří Vykoukal
Jiří Vykoukal (* 11. März 1971 in Olomouc, Tschechoslowakei) ist ein ehemaliger tschechischer Eishockeyspieler. 

## Karriere
Jiří Vykoukal begann seine Karriere als Eishockeyspieler beim HC Olomouc, für den er von 1986 bis 1989 in der 1. Liga der Tschechoslowakei aktiv war. Anschließend wurde er im NHL Entry Draft 1989 in der zehnten Runde als insgesamt 208. Spieler von den Washington Capitals ausgewählt. Nach einem weiteren Jahr in der Tschechoslowakei beim HC Sparta Prag, spielte der Verteidiger in den Spielzeiten 1990 bis 1992 für Washingtons damaliges Farmteam, die Baltimore Skipjacks aus der American Hockey League. Noch während der Saison 1991/92 kehrte Vyoukal zu Sparta Prag zurück, mit dem er 1993 Tschechoslowakischer Meister wurde. In der Saison 1993/94 erzielte Vykoukal 33 Scorerpunkte, darunter sechs Tore, in 44 Spielen und wurde zum besten Verteidiger der Extraliga gewählt. Daraufhin wechselte er zu MoDo Hockey Örnsköldsvik aus der schwedischen Elitserien. Nach einer Spielzeit kehrte der Tscheche abermals in seine Heimat zurück, wo er zwei weitere Jahre für Sparta Prag auflief. 
Von 1998 bis 2003 stand Vykoukal bei den Espoo Blues aus der finnischen SM-liiga unter Vertrag. Anschließend spielte er zwei Jahre für deren Ligarivalen TPS Turku, ehe er 2005 zum bislang letzten Mal zu Sparta Prag zurückkehrte, für das er seitdem aufläuft und mit dem er 2006 und 2007 zweimal in Folge Tschechischer Meister wurde. Des Weiteren wurde der Verteidiger 2008 in das All-Star-Team des IIHF European Champions Cup gewählt. Nachdem er auch die Saison 2010/11 beim HC Sparta Prag begonnen hatte, wechselte er im Januar zu dessen Ligarivalen HC České Budějovice, bei dem er am Saisonende seine Karriere beendete. 

### International
Für die Tschechoslowakei nahm Vykoukal an den U20-Junioren-Weltmeisterschaften 1989 und 1990 teil. Für Tschechien spielte Vykoukal bei den Weltmeisterschaften 1995, 1996, 1997, 1998 und 1999. Des Weiteren stand er im Aufgebot Tschechiens bei den Olympischen Winterspielen 1994 in Lillehammer und dem World Cup of Hockey 1996.

## Erfolge und Auszeichnungen
| - 1993 Tschechoslowakischer Meister mit dem HC Sparta Prag - 1994 Bester Verteidiger der Extraliga - 2006 Tschechischer Meister mit dem HC Sparta Prag | - 2007 Tschechischer Meister mit dem HC Sparta Prag - 2008 2. Platz beim IIHF European Champions Cup mit dem HC Sparta Prag - 2008 All-Star-Team des IIHF European Champions Cup |

### International
| - 1987 Silbermedaille bei der U18-Junioren-Europameisterschaft - 1988 Goldmedaille bei der U18-Junioren-Europameisterschaft - 1988 Bester Verteidiger der Junioren-Europameisterschaft - 1988 All-Star-Team der Junioren-Europameisterschaft - 1989 Bronzemedaille bei der Junioren-Weltmeisterschaft | - 1990 Bronzemedaille bei der Junioren-Weltmeisterschaft - 1996 Goldmedaille bei der Weltmeisterschaft - 1997 Bronzemedaille bei der Weltmeisterschaft - 1998 Bronzemedaille bei der Weltmeisterschaft - 1999 Goldmedaille bei der Weltmeisterschaft |